# Mike Peters
Mike Peters é um cartunista estadunidense. Ele nasceu no dia 9 de outubro de 1943 a São Louis nos Estados Unidos. Ele é o criador de "Mother Goose and Grimm".
Recebeu o Prémio Pulitzer de Cartooning Editorial em 1981.